# Panamerikanische Spiele 2019/Synchronschwimmen
Bei den Panamerikanischen Spielen 2019 in der peruanischen Hauptstadt Lima fanden vom 29. bis 31. Juli 2019 insgesamt zwei Wettbewerbe der Frauen im Synchronschwimmen statt. Austragungsort war das Aquatics Centre.

## Bilanz

### Medaillenspiegel
| Platz  | Land               | Gold | Silber | Bronze | Gesamt |
| ------ | ------------------ | ---- | ------ | ------ | ------ |
| 1      | Kanada             | 2    | —      | —      | 2      |
| 2      | Mexiko             | —    | 2      | —      | 2      |
| 3      | Vereinigte Staaten | —    | —      | 2      | 2      |
| Gesamt | Gesamt             | 2    | 2      | 2      | 6      |

### Medaillengewinner
| Disziplin  | Gold | Silber | Bronze |
| ---------- | --- | --- | --- |
| Duett      | KanadaClaudia Holzner Jacqueline Simoneau | MexikoNuria Diosdado Joana Jiménez | Vereinigte StaatenAnita Alvarez Ruby Remati |
| Mannschaft | KanadaEmily Armstrong Catherine Barrett Andrée-Anne Côté Camille Fiola-Dion Rebecca Harrower Claudia Holzner Audrey Joly Halle Pratt Jacqueline Simoneau | MexikoRegina Alférez Teresa Alonso Nuria Diosdado Joana Jiménez Luisa Rodríguez Jessica Sobrino Ana Soto Pamela Toscano Amaya Velázquez | Vereinigte StaatenAnita Alvarez Paige Areizaga Nicole Goot Hannah Heffernan Daniella Ramirez Ruby Remati Abby Remmers Lindi Schroeder Emma Tchakmakjian |